# Néopentyl glycol diheptanoate
 (janvier 2013).
Le néopentyl glycol diheptanoate (plus souvent appelé diheptanoate, diheptanoate de néopentylène glycol en français correct, diheptanoate de 2,2-diméthylpropan-1,3-diol en appellation non triviale et « neopentyl glycol diheptanoate »  ou « 2,2-dimethylpropane-1,3-diyl bisheptanoate » en anglais) est le diester du 2,2-diméthylpropan-1,3-diol et de l'acide heptanoïque, et a pour formule semi-développée CH3(CH2)5COO-CH2C(CH3)2CH2-OOC(CH2)5CH3. Il est utilisé comme ingrédient dans des produits sanitaires (par exemple, dans le gel antibactérien pour les mains). Il a une fonction d'émollient, car il entretient la peau. Le diheptanoate aurait d'ailleurs les mêmes effets que son cousin, le néopentyl glycol diéthylhexanoate.
Cependant, il reste irritant si de trop grandes quantités sont utilisées. C'est la raison pour laquelle il est employé sous haute protection.